# Zain Verjee

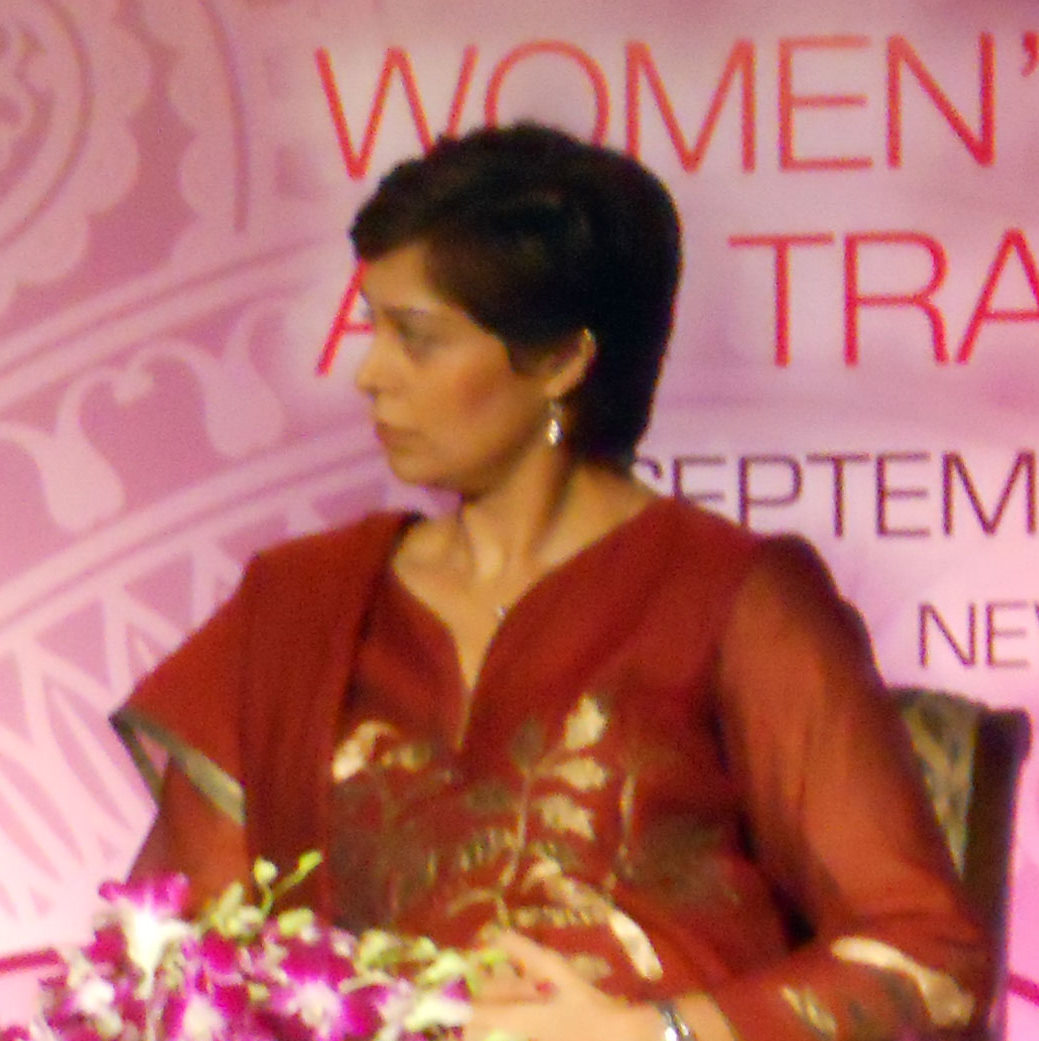
Zain Verjee beim Vital Voices Womens Empowerment Summit in New Delhi, 2010

Zain Verjee (* 11. Februar 1974) ist eine kenianisch-kanadische Journalistin.
Verjee ist Co-anchor des CNN International’s European daytime program World One. Davor war sie Newsreader für The Situation Room, State-Department-Korrespondentin, sowie Co-anchor bei CNN Internationals Your World Today und World Report.
2008 wurde Verjee von der Kenianischen Polizei mit einer Tränengaspatrone angeschossen.